# ドラゴンシェルRPG
ドラゴンシェルRPGは伏見健二が製作した空戦ファンタジー物のテーブルトークRPG（TRPG）。2006年にグランペールよりボックス版にて発売された。メインイラストレーターは相沢美良が担当している。

## 概要
ドラゴンの力を操ることのできる特殊能力者「龍殻者」の活躍を描いたファンタジー物のTRPG。プレイヤーキャラクターは全員がこの龍殻者となる。
龍殻者は通常の人間にはない様々な戦闘能力を持つが、その最大の特徴は龍殻兵器といわれるドラゴンに搭乗し空戦を行えることにある。空戦はヘクスマップを使った本格的なウォー・シミュレーションゲームとしてデザインされており、事実、ルールブックの大半はこの空戦のためのルールで占められている。

## 世界設定
ゲームの舞台となる世界は、マヤ、アステカ、インカなど近代化以前の古代南米大陸をモチーフにしたファンタジー世界「ナーガアロカ大陸」。惑星エルスフィアに存在する大陸の一つで十二神王の一人・龍王バトゥカが治める、森林に覆われ、気候の変化が激しい、過酷な環境の地域の一つ。
ナーガアロカ大陸はブルーフォレスト物語の舞台・シュリーウェバで伝わる話とは全く違い、実際は戦いのために力を付けた龍王の一族を隔離し、封じ込めるために与えた地域である。やがて退化を余儀なくされた上に、龍王を始めとした一部の龍族が、陽王と和解して得られた地位を維持するために統治を放棄。神々に見捨てられたナーガアロカは原初の龍が支配する未開の地と化し、凶暴な獣たちが跋扈する弱肉強食の世界となった。しかも降魔戦争で砕け散った魔龍（先代の闇王であるガウディラが降魔に対抗するため、降魔を自らに取りこんで変じた姿）の細胞が「龍殻」となって降り注ぎ、英雄達に寄生する。彼らは「龍殻者」と呼ばれ、龍殻兵器と呼ばれる空戦生体兵器を駆って戦う。龍や凶暴な生物のみならず、魔龍を取り戻そうとする魔族や自分達の大陸での戦いに用いようとするマキロニーの技術者達を交えて、三つ巴、四つ巴の戦いを繰り広げることになる。
ルールブックでは、同じ作者による『ブルーフォレスト物語』や『ギア・アンティーク』の舞台となっている大陸との地理的なつながりを感じさせる記述も多数ある。実際にナーガアロカの北には氷王ミュラキが治めるパンナローン王国が細いながらも地続きで上下に隣接し、東には海を挟んで闇王ガウダハの治める暗黒大陸が、南には同じく海を挟んで星王ルーシラが治めるアルズノート王国がある。因みにギア・アンティークの舞台であるマキロニー王国はパンナローン王国の東に隣接している。

## 作品一覧
- ドラゴンシェルRPG　（基本ルールブック。ボックス版）
- エントラーダ・ドリフターズ　（サプリメント。ボックス版）